# Колдинг
Колдинг (дан. Kolding) је значајан град у Данској, у јужном делу државе. Град је у оквиру покрајине Јужне Данске, где са околним насељима чини једну од општина, Општину Колдинг. Данас Колдинг има око 57 хиљада становника у граду и близу 90 хиљада у ширем градском подручју.

## Географија
Колдинг се налази у јужном делу Данске. Од главног града Копенхагена, град је удаљен 230 километара западно.
Рељеф: Град Колдинг се налази у средишњем делу данског полуострва Јиланд. Градско подручје је покренуто за данске услове. Надморска висина средишта града креће се од 0 до 55 метара.
Клима: Клима у Колдингу је умерено континентална са утицајем Атлантика и Голфске струје.
Воде: Колдинг се образовао на крају Колдиншког залива, дела Балтичког мора.

## Историја
Подручје Колдинга било је насељено још у доба праисторије. Данашње насеље је јавило као подграђе око замка Колдингхус, који јe подигнут у 13. веку.
И поред петогодишње окупације Данске (1940-45.) од стране Трећег рајха Колдинг и његово становништво нису много страдали.

## Становништво
Данас Колдинг има око 60 хиљада у градским границама и око 95 хиљада са околним насељима.
Етнички састав: Становништво Колдинга је до пре пар деценија било готово искључиво етнички данско. И данас су етнички Данци значајна већина, али мали део становништва су скорашњи усељеници.

## Галерија
- Градска пешачка улица
- Замак Колдингхус
- Старо језгро Колдинга
- Црква св. Николе

## Партнерски градови
- Пиза
- Делменхорст
- Лапенранта
- Örebro Municipality
- Nanortalik
- Stykkishólmur
- Паневежис
- Анјо
- Драмен
- Huéscar
- Сомбатхељ
- Кујалек
- Wuqing District
- Panevėžys City Municipality